# Deilephila
Deilephila är ett släkte av fjärilar som beskrevs av Jakob Heinrich Laspeyres 1809. Deilephila ingår i familjen svärmare, Sphingidae.

## Dottertaxa tillDeilephila, i alfabetisk ordning[1][2]
- Deilephila askoldensis Oberthür, 1879
- Deilephila elpenor Linnaeus, 1746, större snabelsvärmare
  - Deilephila elpenor lewisi Butler, 1875
  - Deilephila elpenor macromera Butler, 1875
  - Deilephila elpenor szechuana Chu & Wang, 1980
- Deilephila porcellus Linnaeus, 1758, mindre snabelsvärmare
  - Deilephila porcellus porca Bang-Haas, 1927
  - Deilephila porcellus sinkiangensis Chu & Wang, 1980
- Deilephila rivularis Boisduval, 1875
- Deilephila suellus Staudinger, 1878
  - Deilephila suellus gissarodarvasica Shchetkin, 1981
  - Deilephila suellus kashgoulii Ebert, 1976
  - Deilephila suellus kuruschi Bang-Haas, 1938
  - Deilephila suellus rosea Zerny, 1933
  - Deilephila suellus sus Bang-Haas, 1927

## Bildgalleri

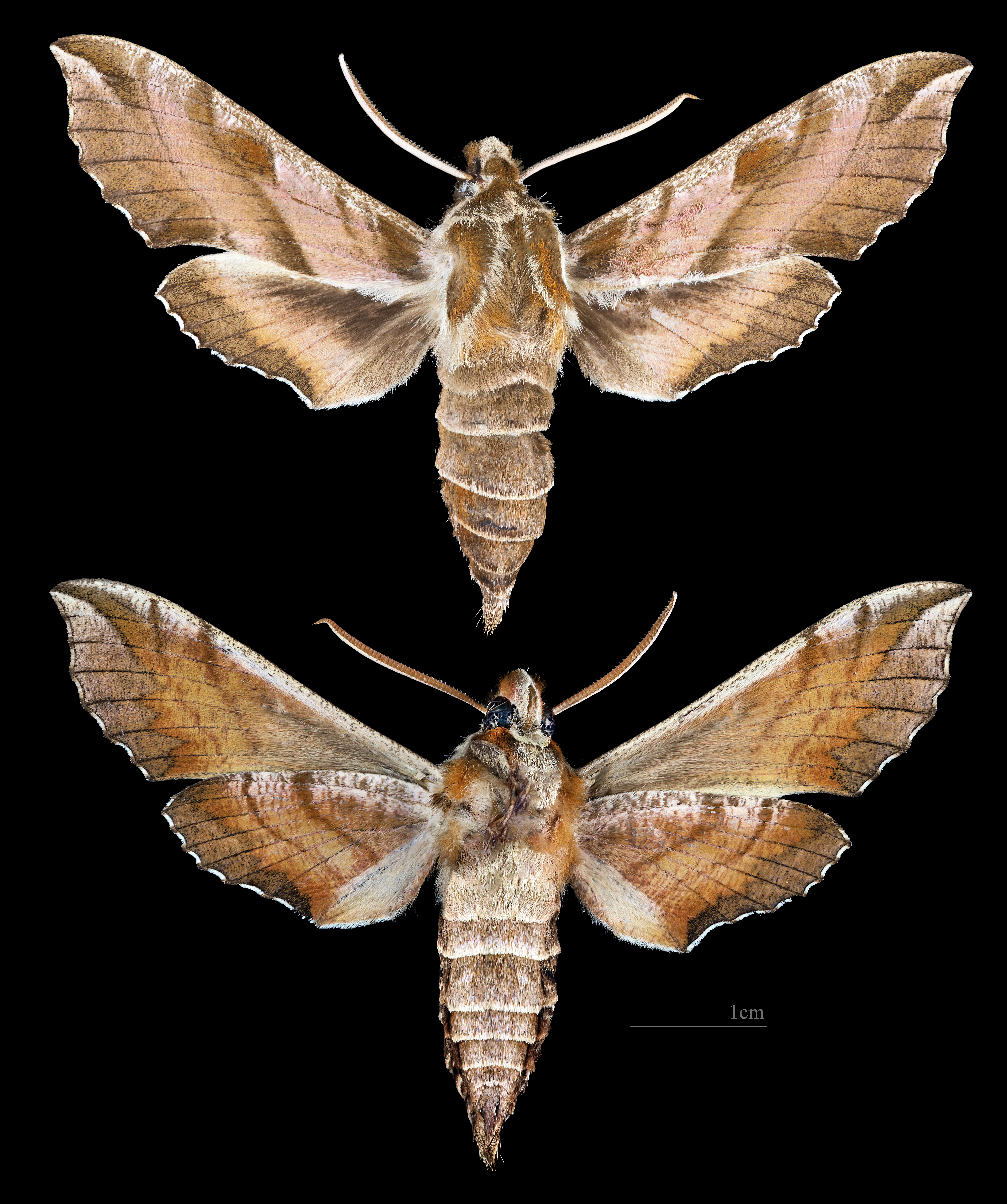
Deilephila askoldensis
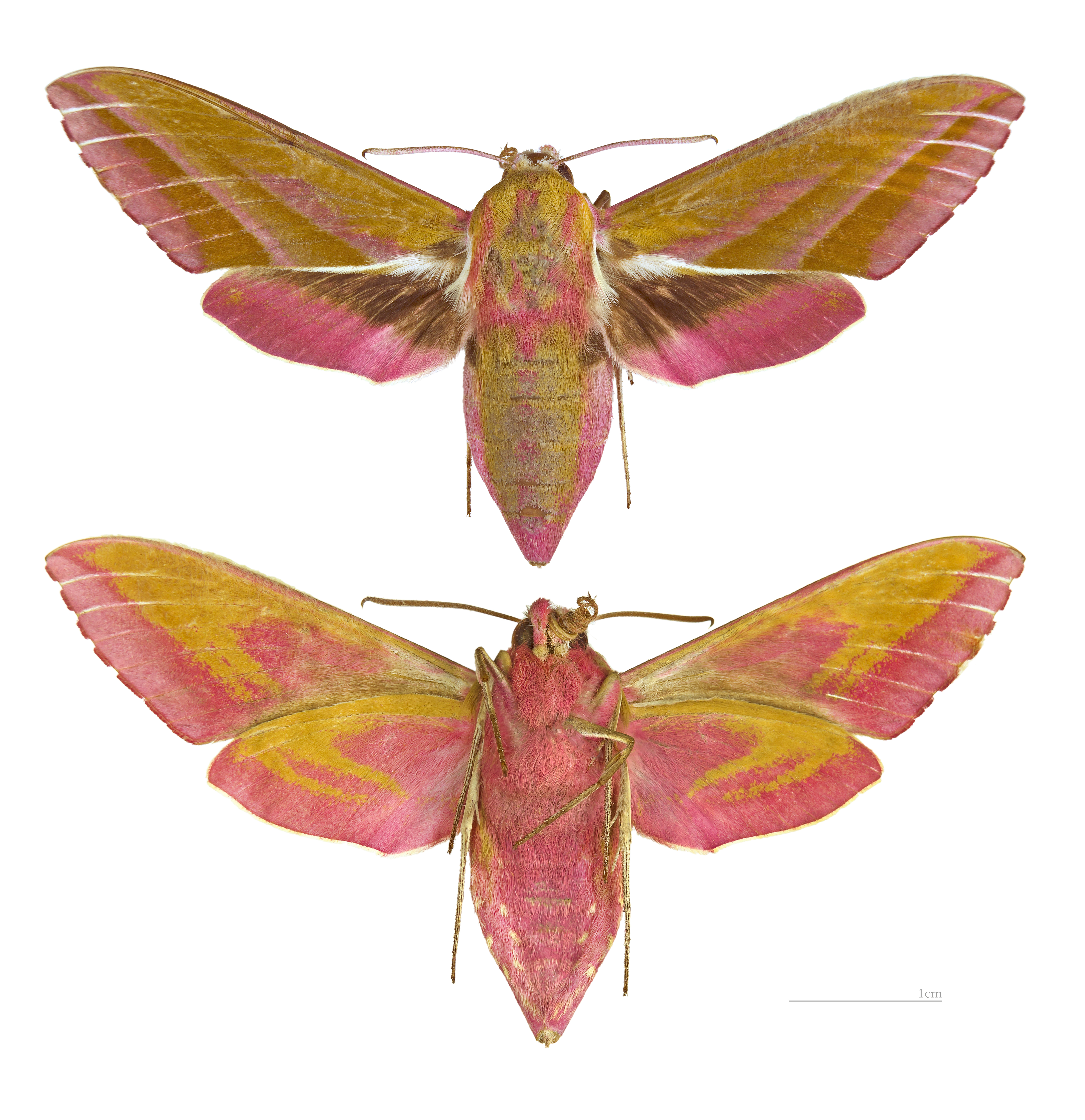
Större snabelsvärmare, Deilephila elpenor
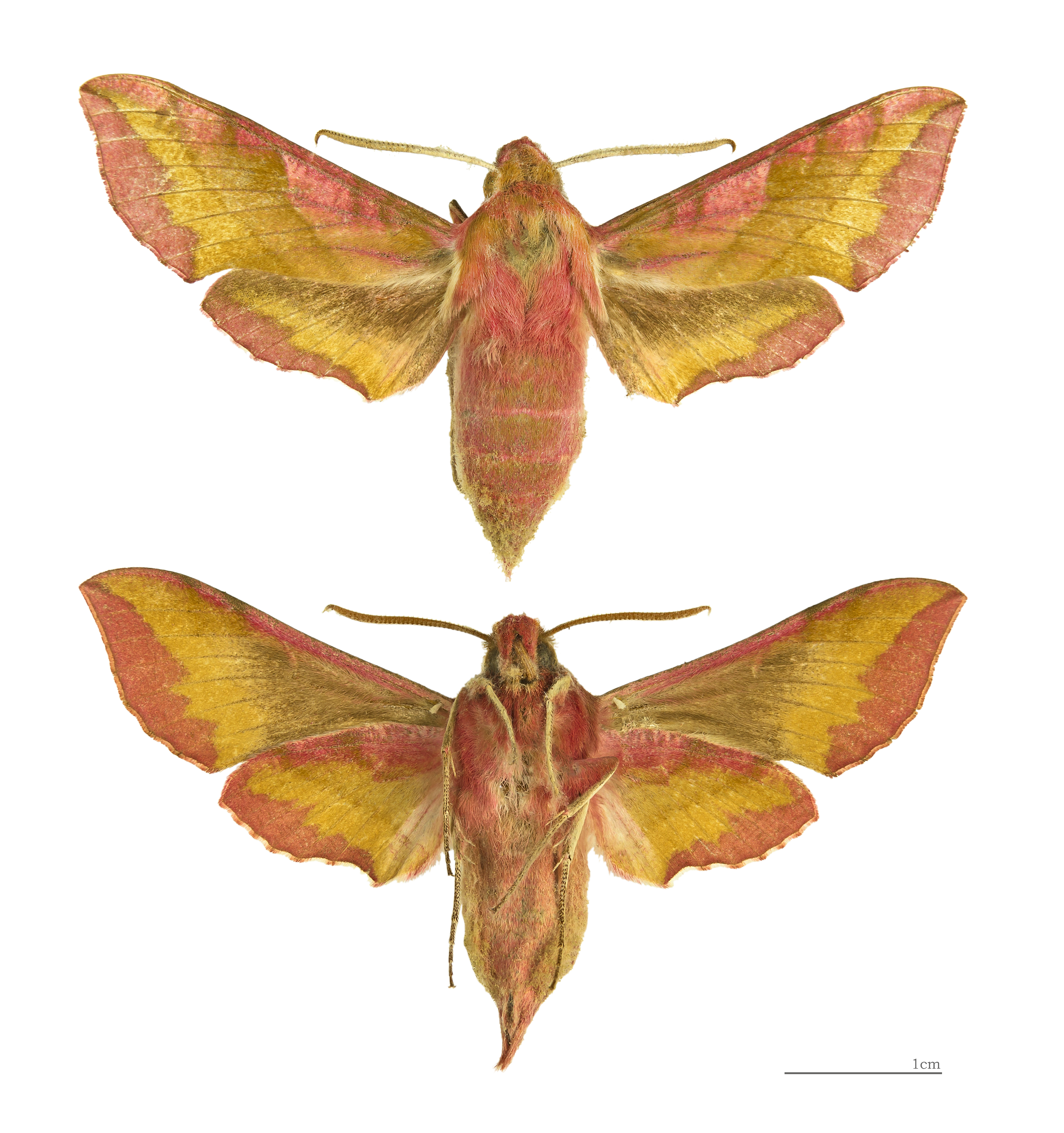
Mindre snabelsvärmare, Deilephila porcellus

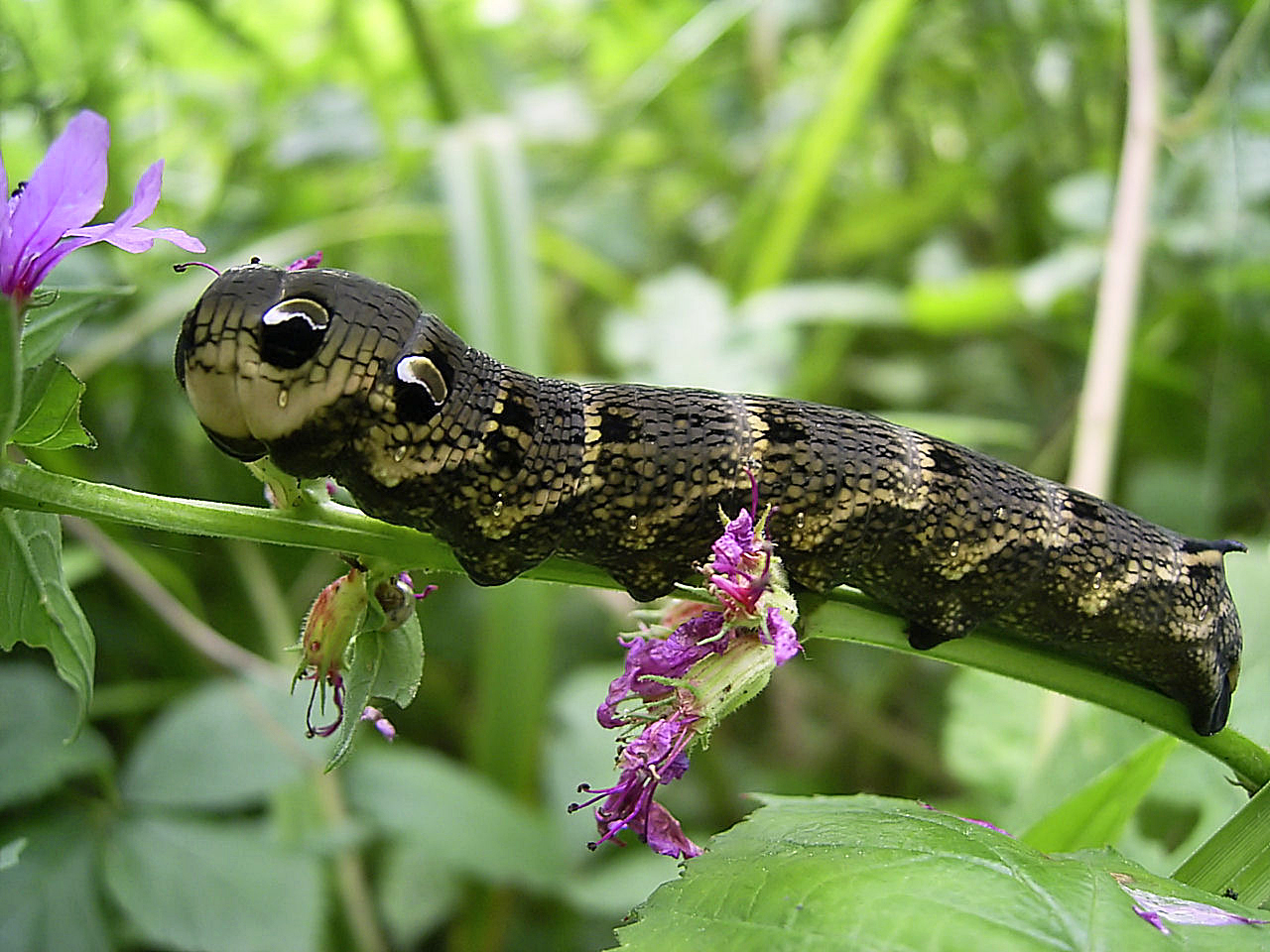
Larv av större snabelsvärmare, Deilephila elpenor.